# Nazionale olimpica di calcio della Finlandia
La nazionale olimpica finlandese di calcio è la rappresentativa calcistica della Finlandia che rappresenta l'omonimo stato ai giochi olimpici.

## Storia
La nazionale olimpica finlandese si è qualificata alle olimpiadi 1952 e alle olimpiadi 1980. Alla prima partecipazione perde 3-4 contro l'Austria agli ottavi e viene eliminata. Nel 1980 perde 0-2 con la Jugoslavia, pareggia 0-0 con la Siria e vince 3-0 con la Costarica, ma non basta per passare il girone.

## Statistiche dettagliate sui tornei internazionali

### Giochi olimpici
| Anno | Luogo             | Piazzamento      | V | N | P | Gol |
| ---- | ----------------- | ---------------- | - | - | - | --- |
| 1952 | Helsinki          | Ottavi di finale | 0 | 0 | 1 | 3:4 |
| 1956 | Melbourne         | Non partecipante | - | - | - | -   |
| 1960 | Roma              | Non qualificata  | - | - | - | -   |
| 1964 | Tokyo             | Non qualificata  | - | - | - | -   |
| 1968 | Città del Messico | Non qualificata  | - | - | - | -   |
| 1972 | Monaco di Baviera | Non partecipante | - | - | - | -   |
| 1976 | Montréal          | Non qualificata  | - | - | - | -   |
| 1980 | Mosca             | Primo turno      | 1 | 1 | 1 | 3:2 |
| 1984 | Los Angeles       | Non qualificata  | - | - | - | -   |
| 1988 | Seul              | Non qualificata  | - | - | - | -   |
| 1992 | Barcellona        | Non qualificata  | - | - | - | -   |
| 1996 | Atlanta           | Non qualificata  | - | - | - | -   |
| 2000 | Sydney            | Non qualificata  | - | - | - | -   |
| 2004 | Atene             | Non qualificata  | - | - | - | -   |
| 2008 | Pechino           | Non qualificata  | - | - | - | -   |
| 2012 | Londra            | Non qualificata  | - | - | - | -   |
| 2016 | Rio de Janeiro    | Non qualificata  | - | - | - |     |
| 2020 | Tokyo             | Non qualificata  | - | - | - | -   |

## Tutte le rose

### Giochi olimpici
Calcio ai Giochi Olimpici Estivi 19521 Rintanen, 2 Martin, 3 Myntti, 4 Asikainen, 5 Valkama, 6 Beijar, 7 Vaihela, 8 Rytkönen, 9 Rikberg, 10 Lehtovirta, 11 Stolpe, 12 Laaksonen, 13 Lindman, 14 Lilja, 15 Pylkkönen, 16 Parkkinen, 17 Pelkonen, 18 Pettersson, 19 Forss, CT: Lehtonen
Calcio ai Giochi Olimpici Estivi 19801 Isoaho, 2 Lahtinen, 3 Helin, 4 Virtanen, 5 Heikkinen, 6 Turunen, 7 Dahllund, 8 Pulliainen, 9 Himanka, 10 Tissari, 11 Alila, 12 Kataja, 13 Vilen, 14 Kuuluvainen, 15 Jalo, 16 Soini, 17 Rissanen, CT: Vakkila
NOTA: Per le informazioni sulle rose precedenti al 1952 visionare la pagina della Nazionale maggiore.